# Arhopalus foveatus
Arhopalus foveatus är en skalbaggsart som beskrevs av Fernando Chiang 1963. Arhopalus foveatus ingår i släktet Arhopalus och familjen långhorningar. Inga underarter finns listade.